# نینا کورتیس
نینا کورتیس (انگلیسی: Nina Curtis؛ زادهٔ ۲۴ ژانویهٔ ۱۹۸۸) قایقران اهل استرالیا است.